# Symmetria iuridico Austriaca
Symmetria iuridico Austriaca (latinsko Symmetria iuridico Austriaca - Symmetria ivridico Avstriaca) je knjižica, ki obravnava Avstrijsko pravno ureditev, tudi v pomenu uravnovešenost, skladnost, urejenost. Ta knjižica iz leta 1674 v latinščini obravnava 17 pomembnejših avstrijskih vladarjev. Celoten naziv knjižice se glasi: Symmetria iuridico Austriaca continens Viva Themidis & Austriiæ oscula. Seu Theses et hypotheses deductas ex utroque jure; Nec non celeberioribus factis ac symbolis augustissimorum imperatorum et inclyta domo Austriaca. Ta knjiga vsebuje navodila za vladanje na temelju rimskega in cerkvenega prava, kakor tudi glede na rimsko-nemško pravo. Vsebuje osnovne življenjepisne podatke za 17 avstrijskih vladarjev; napisal jo je latinski zgodovinar in pisatelj Albermontius Fridericus.

## Vsebina
| Latinsko besedilo | Slovenski prevod |
| --- | --- |
| Symmetria iuridico Austriaca : continens VIVa TheMIDIs & AVstrIae osCULa : seu theses et hypotheses deductas ex vtroque jure; nec non celeberioribus factis ac symbolis augustissimorum imperatorum ex inclyta domo Austriaca. | Avstrijska pravna ureditev: vsebuje živi poljub Temide in Avstrije: ali ugotovitve in predpostavke, ki izhajajo iz obeh zakonov; vsebuje najznamenitejše listine in simbole najvzvišenejših cesarjev iz slavne avstrijske vladarske hiše. |

### Osnovni podatki
Avtor
Federico Albermontio (ali latinsko:) Fridericus Albermontius
Založba
Höffling, Joannes Elias, 
Podatki o knjigi
Razlaga v latinščini: Bambergae, Sumptibus Joannis Eliae Höffling bibliopolae academici. Ex typographiâ episcopali, apud Joannem Iacobum Immel, anno Christi 1674.
Strani
V uvodu je 6 strani, ki so v drugih knjigah oštevilčene z rimskimi številkami; te strani tukaj sploh niso oštevilčene. Sledi 136 strani, ki so oštevilčene z arabskimi številkami. Pri vsakem obravnavanem vladarju je njegov portret (bakrorez oziroma jedkanica); velikost knjižice je 16 cm (octavo).
Kronogrami
Kronika ima kronogram za vsakega obravnavanega vladarja. Kronogram v samem naslovu označuje datum izida.
Tiskarna
V odtisu "Bambergae" sledi Höfflingovi izjavi in je pred Immelovo. Natisnila Škofijska tiskarna v Bambergu
Obdelani vladarji
Obdelanih je sedemnajst avstrijskih vladarjem, svetorimskih cesarjev, od Rudolfa I. do Leopolda I. V natančnih ovalnih risbah je na vrhu emblem oziroma grb z geslom, pod njim portret. Vsaka risba ima tipski napis, ki se začne s "Chronognosticon selectionis" (kronogramom izvolitve), ki mu sledi kronogram v obliki elegičnega distiha.  
Errata
Popravke napak ima na straneh 135-136.
Risbe
Risbe so izredno natančne in so večinomaih zrcalna slika obstoječih barvnih podob. Poleg portreta vladarja vsebuje grb, kakor tudi datume rojstva in smrti, poroke in obdobja vladanja.
Papir in vezava
Sodobne vijolične kartonske plošče z rdeče lisastimi robovi strani. Papir listov in platnic je trpežen - bržkone pergament -, da ga vse do danes ni načel zob časa.
Lastništvo
Zelo redka knjiga. Celotno vsebino - vse skenirane strani - je možno najti na Wikimediji.